# Plan Akritas
 (novembre 2017).
Si vous disposez d'ouvrages ou d'articles de référence ou si vous connaissez des sites web de qualité traitant du thème abordé ici, merci de compléter l'article en donnant les références utiles à sa vérifiabilité et en les liant à la section « Notes et références ».
Le plan Akritas a été créé en 1963 par les membres chypriotes grecs du gouvernement chypriote dans le but de réaliser l'Enosis (l'union de Chypre et de la Grèce).

## Contexte du plan
En 1878 à la suite de la Convention de Chypre, le Royaume-Uni a reçu comme protectorat l'île de Chypre de l'Empire ottoman en échange du soutien militaire du Royaume-Uni à l'Empire ottoman si la Russie tentait de prendre possession des territoires ottomans en Asie. En 1955, une organisation paramilitaire chypriote grecque appelée EOKA déclara une rébellion de toute la population grecque (à l'exception des communistes) de l'île pour expulser les forces britanniques de l'île et s'unir à la Grèce sur la base de l'autodétermination des habitants, et a lancé une lutte armée pour atteindre ce but, appelé enosis. Cela a provoqué un «syndrome de Crète» au sein de la communauté chypriote turque, ses membres craignant d'être forcés de quitter l'île dans un cas comme celui des Turcs crétois; en tant que tels, ils ont préféré la continuation de la domination britannique et plus tard, le taksim, la division de l'île. En raison du soutien des Chypriotes turcs aux Britanniques, le dirigeant de l'EOKA, Georgios Grivas, les a déclarés ennemis. Avec le soutien de la Turquie, qui favorisait une politique de partition, les Chypriotes turcs ont formé l'Organisation de Résistance Turque.
En 1960, les Britanniques ont cédé et ont donné le pouvoir aux Chypriotes grecs et turcs. Une constitution de partage du pouvoir a été créée pour la nouvelle République de Chypre, qui comprenait à la fois des Chypriotes turcs et grecs détenant le pouvoir au gouvernement. Trois traités ont été rédigés pour garantir l'intégrité et la sécurité de la nouvelle république: le traité d'établissement, le traité de garantie et le traité d'alliance. Selon la constitution, Chypre devait devenir une république indépendante avec un président chypriote grec et un vice-président chypriote turc avec un partage total du pouvoir entre les Chypriotes turcs et grecs.

## Controverse et opinions
Côté turc, selon un article de la Radio-télévision de Turquie (TRT), le plan Akritas, lancé le 21 décembre 1963, visait à éradiquer les Chypriotes turcs et à prendre le contrôle de l'île entière dans un délai de 48 heures.